# Hypocrita eulalia
Hypocrita eulalia är en fjärilsart som beskrevs av Druce 1899. Hypocrita eulalia ingår i släktet Hypocrita och familjen björnspinnare. Inga underarter finns listade i Catalogue of Life.